# حصار جيان (1245-1246)
حصار جيان لسنتي 1245 - 1246 (بالإسبانية: Asedio de Jaén)‏، حدث هذا الحصار كجزء من الحملة الثالثة لفرديناند الثالث ملك قشتالة والتي وقعت تقريبا بين عامي 1240 - 1248.